# Краснолучский авторемонтный завод
Краснолучский авторемонтный завод — бывшее промышленное предприятие в городе Красный Луч Луганской области. С весны 2014 года — в составе Луганской Народной Республики.

## История
Авторемонтный завод в городе Красный Луч был построен и введён в эксплуатацию в начале 1950-х годов.
Предприятие специализировалось на ремонте грузовых автомашин советского производства, а также выполняло ремонт и техническое обслуживание тракторов, дорожной и строительной техники. Кроме того, завод освоил производство отдельных автодеталей (тросов спидометра, солидолонагнетателей и др.).
В 1987 году на предприятии был организован музей истории завода.
В целом, в советское время завод входил в число ведущих предприятий города.
В мае 1995 года Кабинет министров Украины утвердил решение о приватизации авторемонтного завода, в дальнейшем государственное предприятие было преобразовано в открытое акционерное общество.
23 августа 2005 года по иску налоговой службы хозяйственный суд Луганской области возбудил дело о банкротстве авторемонтного завода, в апреле 2006 года суд принял решение о санации предприятия. В дальнейшем, по согласованию с кредиторами, выполнение ликвидационных процедур было отложено до 25 марта 2008 года. Начавшийся в 2008 году экономический кризис ухудшил положение завода, и 3 марта 2008 года хозяйственный суд Луганской области признал завод банкротом.

## Современное состояние
В настоящее время в здании завода (ул. Транспортная, 1) находится музей истории Краснолучского авторемонтного завода. 